# Háromszögű pajzs

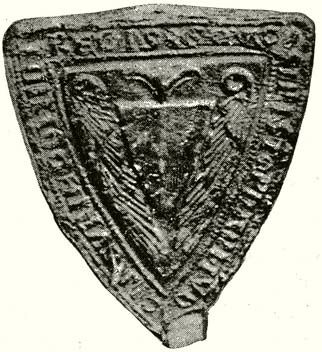
Ákos István pecsétje

Ívelt oldalú háromszögű pajzs

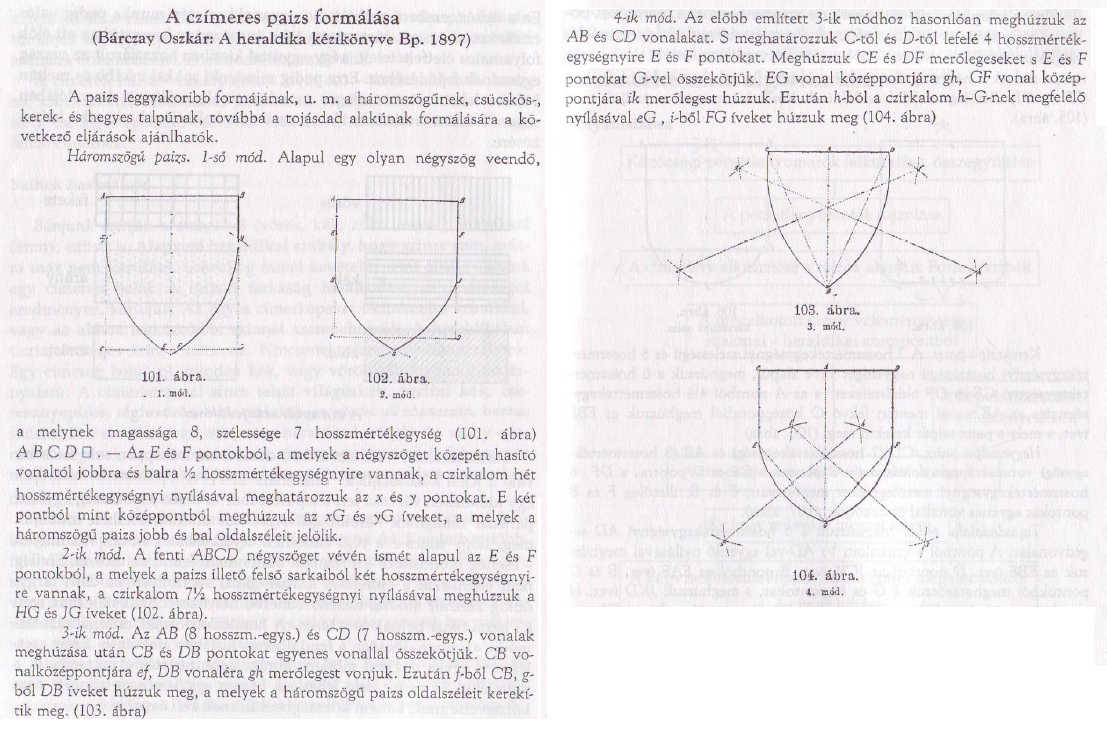
A háromszögű pajzs megszerkesztése Bárczaynál

A háromszögű pajzs (alul keskenyedő pajzs, háromszögletű pajzs; latinul: scutum triangulare, franciául: écu triangulaire, németül: Dreieckschild, szlovákul: gotický štít) az élő heraldika korának legkorábbi pajzsformája. A 12. század végén, a 13. század elején alakult ki. Később voltak jobban lekerekített oldalú változatai is. A csatában ténylegesen is használt hadi és heraldikai pajzs. Németalföld kivételével a leggyakrabban használt nyugat-európai pajzs. A korai időkben általában csak az ősi nemesi családok címerein fordul elő. Később más nemesi családok és esetenként a polgárok is használták.
A legrégibb heraldikai pajzsforma a kerek pajzs volt. Ezt követi a mandorla alakú pajzs, mely 1200 és 1300 között előfordul az Arnsberg grófok pecsétjein, de főleg főpapi és egyházi pecséteknél használták 1140 és 1300 között, valamint az előkelő hölgyek pecsétjein is megtalálható ugyanebben az időben.
A 12. században két fő pajzstípus létezett: a mandulaformájú pajzs (fr:  l'écu en amande) és a szív alakú vagy csigaház-pajzs (fr: l'écu en cœur ou en toupie). A 12. század végén ezekből lett Franciaországban a lekerekített sarkú nagyméretű háromszögű pajzs. A mandulaformájú normann pajzs részben még a preheraldikus korhoz tartozik. Ilyen pajzsot használt pl. III. Henrik, Brabant grófja (1086), I. Godefroi, Brabant hercege (1110-1151), Fülöp és Theodorik, Flandria grófjai (1161), Theodorik, Hollandia grófja (1190-1201), Fülöp, Namur grófja (1206), Henrik, Lotaringia grófja (1220), Theodorik, Malberg ura (1233) és sok más dinasztia. A csigaház alakú pajzs a legrégibb heraldikai pajzsforma. Megtalálható Robert de Chartres pecsétjén (1193). Ez a forma egészen a 13. század első negyedéig volt használatban, miként az Raoul de Gif 1228-as pecsétjén is látható, amikor a megnyújtott formájú pajzs is előfordul.
A csigaház alakú pajzsokat a 13-14. században felváltották az elegánsabb háromszögű pajzsok. A visszahajló oldalú (vasaló alakú) háromszögű pajzsot (a Manesse-forma) használta I. Henrik, Lotaringia hercege (1195), Vilmos, Hollandia grófja (1213), Henrik, Lotaringia hercege (1241), Henrik, Reifferscheid ura (1254). Ugyanebben az időben és valamivel később az egyenes oldalú háromszögű pajzsot használta Theodorik, Hollandia grófja (1199), Habsburg Albert (1206) és mások.
A 13. század első felében a háromszögű pajzsok mérete jelentősen lecsökkent, mely a század második felében is folytatódott. Az oldaluk meglehetősen egyenes, különösen a felső részük, de a 13. század második felében néha  már konkávak (homorúak), majd kialakul a „klasszikus” ívelt oldalú háromszögű pajzs. Ezt a pajzsformát használta Vilmos, Hollandia grófja (1205), IV. Flórián, Hollandia grófja (1232), Henrik, Lotaringia és Brabant hercege (1241-1253), Balduin, Bentheim grófja (1246), Rausseman von Kempenich (1251), Gerard, Wildenberg ura (1267), Godefroi d'Aerschot (1284), Gérard, Voorne ura.
A háromszögű pajzs tehát a nagyméretű normann pajzs lerövidülésével jött létre. Kissé lekerekített oldala volt, egyenes tetővel. A legkorábbi heraldikai emlékek háromszögű gótikus pajzson fordulnak elő. A legrégibb címerpajzs tehát a háromszögű, amelynek a hosszúsága és a szélessége 8:7 arányt mutat. A 12. században és a 13. század első harmadában a háromszögű pajzsok még rendkívül nagyok, kb. fél embermagasságúak, ívelt oldalúak és fent némileg kerekítettek voltak. Így a testet félig körülfogta, ezért szíjjal tartották a vállon. Magasságuk a 13. század végéig 1/2 embernyi, a 14. század közepéig, 1/3 embernyi. A 13. század második felétől és a 14. század folyamán kisebb lett és felvette azt a formáját, mely az oldalain némileg kifelé hajló lett, csaknem egyenlő szárú háromszög alakban. A 14. század végén vonták ki a hadviselésből.
A 13. század elején jelent meg a háromszögű pajzs erősen lekerekített oldalú változata, mely a Codex Manesse pajzsain jól megfigyelhető (de: Manesseschild, Minneschild). Ez jóval kisebb volt, mint a 13. század közepének háromszögű pajzsa. A háromszögű pajzs a lekerekített oldalú változatokkal együtt, kisebb aránymódosításokkal ma is gyakran használt pajzsforma. A háromszögű pajzsok a 14. században kezdtek kimenni a divatból, de néha még a 15. század elején is előfordulnak pecséteken, és valamivel gyakrabban sírköveken is. A háromszögű pajzsból alakult ki a csücsköstalpú pajzs.

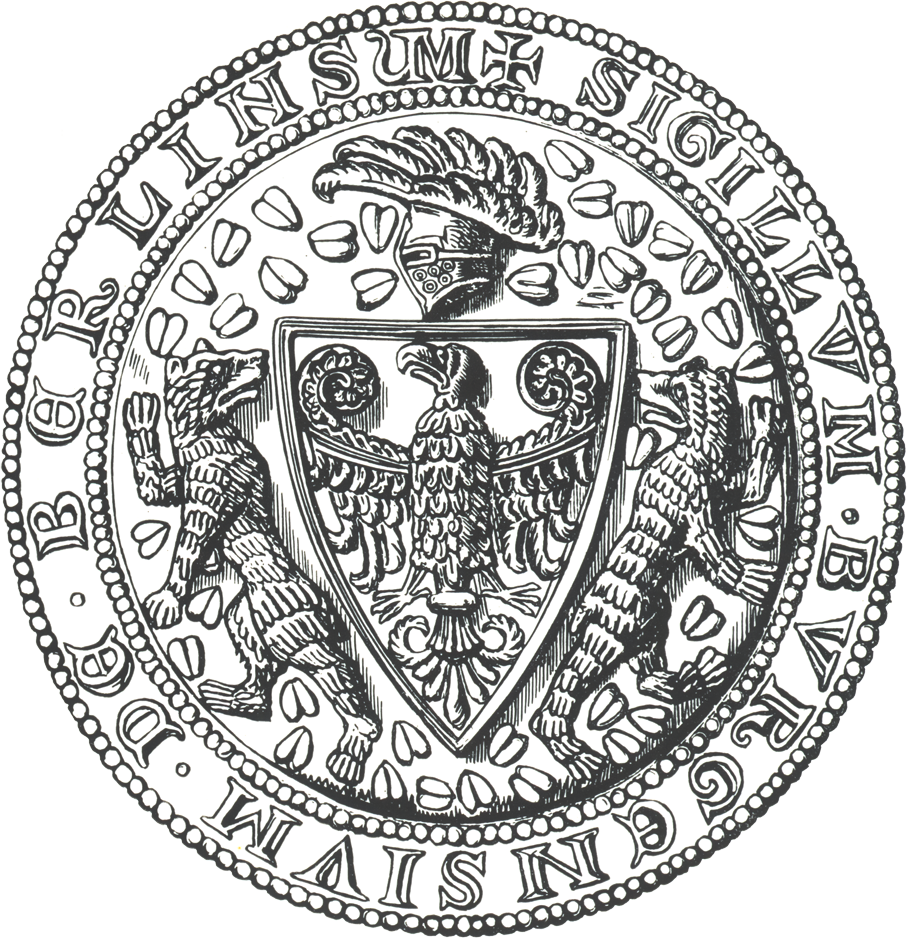
Háromszögű pajzs Berlin címerében, 1280
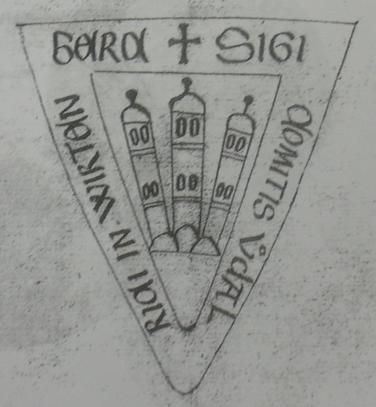
A württembergi grófok pecsétje, 1238
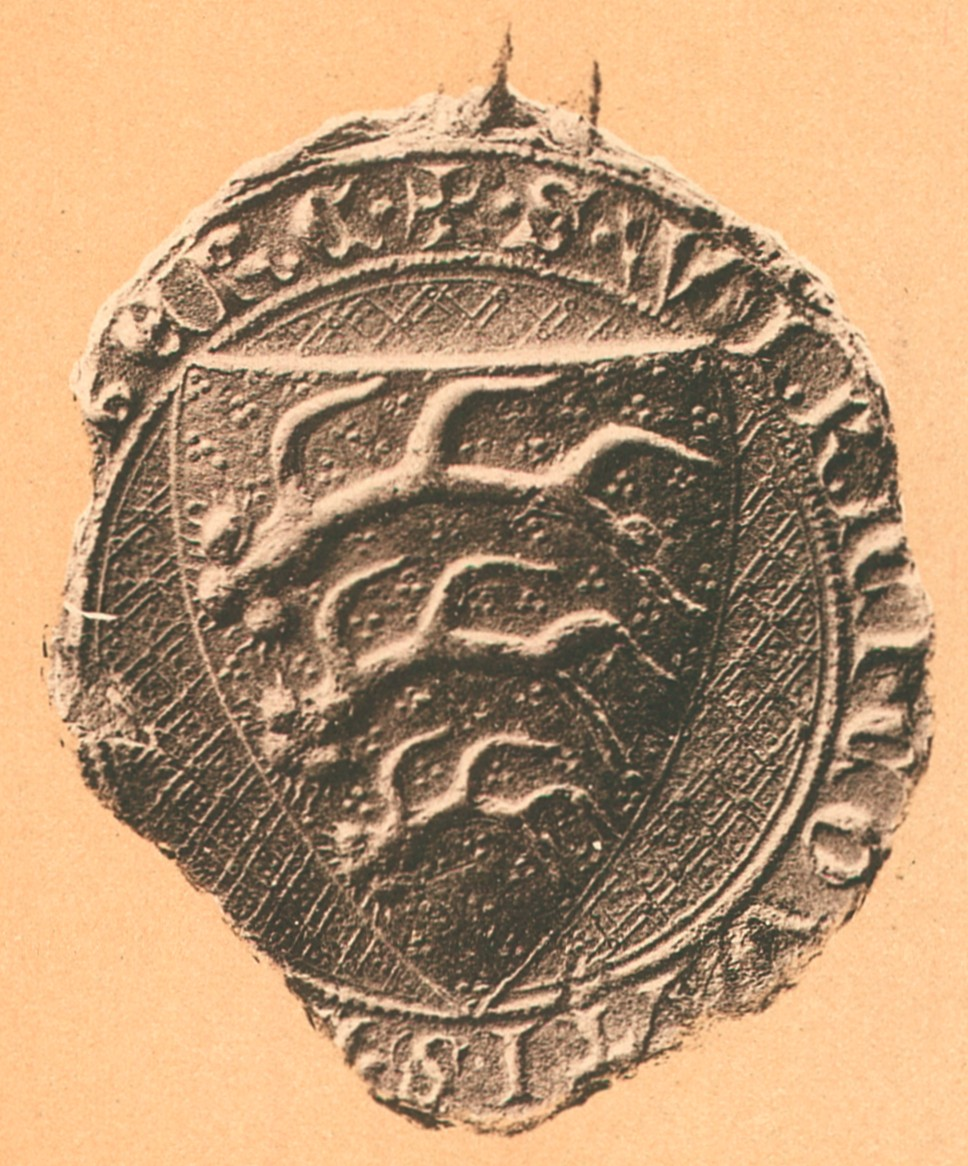
Enyhén ívelt oldalú és tetejű pajzs a württembergi címerben, 1259
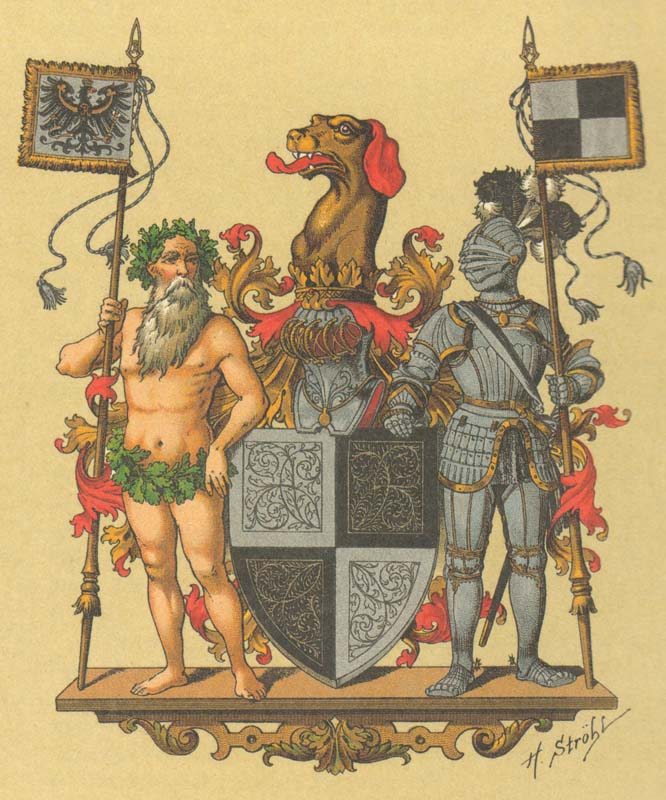
Erősen lekerekített oldalú háromszögű pajzs a Hohenzollern-tartományok címerében
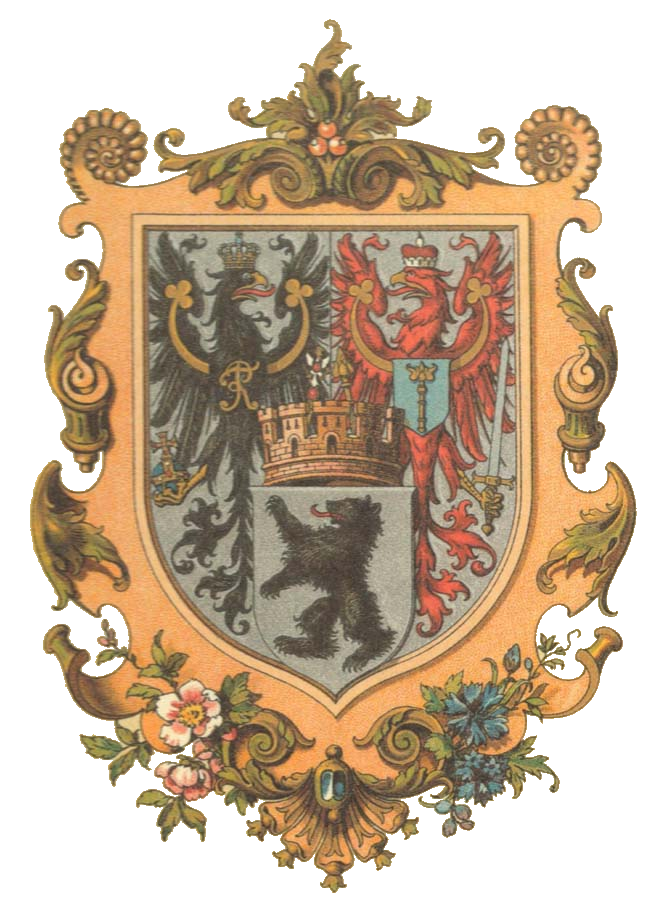
Erősen lekerekített oldalú háromszögű pajzs csücskös talppal Berlin címerében